# 八代斌助

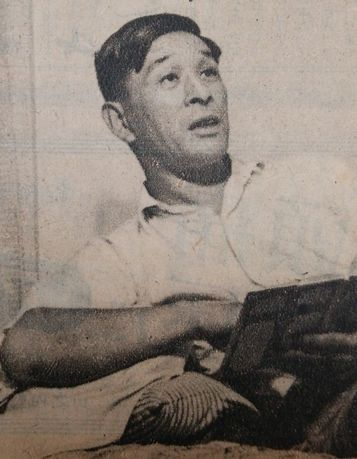
1947年

八代 斌助（やしろ ひんすけ、1900年〈明治33年〉3月3日 - 1970年〈昭和45年〉10月10日）は、日本のキリスト教伝道者である。

## 人物
北海道出身。立教大学中退。イギリス留学を経験している。神戸聖ミカエル教会司祭、神戸教区主教。1968年、日本聖公会首座主教。世界教会一致運動に参加。聖公会神学院理事長。オックスフォード大学神学博士、トロント・トリニティーカレッジ神学博士、アメリカのコロンビア大学教理学博士、ゼネラル神学校神学博士。神戸国際大学及び神戸国際大学附属高等学校を運営する学校法人八代学院を創設し理事長・院長を務めたほか、立教学院理事長・院長や松蔭女子学院理事長・院長、桃山学院理事長・院長、聖路加看護大学理事長（聖路加国際病院理事長）、国際基督教大学理事、聖ミカエル保育園理事長、オリンピア幼稚園園長、聖ラファエル幼稚園理事長、鈴蘭台聖ミカエル幼稚園理事長・園長、境港聖心幼稚園園長、神戸市教育委員、ボーイスカウト日本連盟相談役なども務めた。
子は日本聖公会神戸教区主教、八代学院理事長の八代欽一、日本聖公会首座主教で学校法人立教学院院長の八代崇、娘婿は神戸女学院大学学長の山口光朔。1970年10月、正四位・勲二等旭日重光章受勲。

## 経歴
八代斌助は、1900年（明治33年）3月3日、八代欽之丈司祭の二男として、北海道の函館に生まれた。釧路中学をへて立教大学予科へ進学し、聖職者になることをこころざし、1920年（大正10年）日本聖公会神戸教区の伝道師補に任じられた。それ以後、1970年（昭和45年）10月10日、70歳でガン性腹膜炎のために永眠するまで半世紀にわたって牧会、宣教に従事した。その間、イギリスのケラム神学校に留学、1947年（昭和22年）に日本聖公会主教会議長となり、死去するまで首座主教の地位にあった。
戦時中に、軍部や政府の圧力によってプロテスタント系各派とともに日本聖公会も日本基督教団への合同を強要されたさいに、八代斌助が種々の迫害を覚悟で日本聖公会をまもりとおした。
1948年（昭和23年）には友人で、米国聖公会の信徒でもある連合軍総司令官マッカーサー元帥の特別許可を得て、戦後日本人として初めて渡航し、イギリス国王ジョージ六世あての昭和天皇のメッセージを伝達し、ロンドンで開催された全世界の聖公会の会議であるランベス会議に出席した。八代のイギリスへの渡航に際して、ポール・ラッシュが皇室との間を取り持つなど支援を行った。
1949年（昭和24年）の戦後二度目の海外渡航のさいには、アメリカでワシントンの極東委員会のフランク・ロス・マッコイ議長の依頼をうけて、講和会議の下準備などにも尽力し、帰途フィリピンや香港の日本人戦犯を訪問したりしている。さらに翌年には、当時まだ対日感情の好転していないオーストラリアやニュージーランドを訪問して、親善使節の役割を果たした。その後もたびたび外遊して、テニスのデヴィス・カップ争奪戦への日本の復帰を果たすなど、民間人としての立場から日本の国際的地歩の向上につとめた。その後、万国博キリスト教館会長として活躍するなど「世界のヤシロ」として知られ、オックスフォード大学神学博士、トロント・トリニティーカレッジ神学博士、アメリカのコロンビア大学教理学博士、ゼネラル神学校神学博士などと多くの学位号をおくられた。
また、英国マクミラン首相と友人関係であったため、1956年（昭和31年）に時の首相、岸信介からイギリスの水爆実験中止を要請するための特使として渡英することを要請されたが、「宗教家は政治に指図されるべきでない」とことわり、代わりに当時立教大学総長の松下正寿を推薦した。
教育には早くから情熱をいだき、聖公会系の多数の幼稚園、中学高校、大学などを創立し、理事長、理事、院長、園長などを兼ねていた。教育関係の生前の主な肩書を列記すると、つぎのとおりである。聖公会神学院理事長、立教学院理事長、松蔭女子学院理事長・院長、桃山学院理事長・院長、八代学院理事長・院長、聖路加看護大学理事長（聖路加病院理事長）、国際基督教大学理事、神戸市教育委員など。
宗教界・教育界における多年の功労によって、政府から1970年（昭和45年）10月10日付けで正四位・勲二等旭日重光章を贈られた。墓所は釧路市紫雲台墓地。

## 著書
- 主イエス 聖公会出版社 1933
- 神秘なる結合 聖公会出版社 1935
- 新時代に応ずる我等の信仰 日本聖徒アンデレ同胞会 1936
- 東亜新秩序の建設とキリスト教 私家版 1940
- 聖歌の話 明和書院 1947 (聖ミカエル新書
- 神について語る 明和書院 1948 (聖ミカエル通信文庫
- 来世について語る 明和書院 1948 (聖ミカエル通信文庫
- 戦後の世界を巡りて 明和書院 1948
- アムステルダムに先立ちて 明和書院 1948 (聖ミカエル教養文庫
- イエスキリストについて語る 明和書院 1948 (聖ミカエル通信文庫
- 祈祷と聖奠について語る 明和書院 1948.8 (聖ミカエル通信文庫
- 聖餐式の友（編）聖ミカエル出版社 1949.8
- 欧米に使して 聖ミカエル出版社 1949.4
- 九十九の羊は 八代斌助講話集 キリスト新聞社 1958
- 八代斌助著作集 第1-3巻 八代学院出版部編 川島書店 1965

## 翻訳
- 旧約の話 アレクサンダー・ネアン 聖公会出版社 1934
- 神の福音 フアーザー・ケレー 聖公会出版社 1936
- 永生の希望 ウォルター・ロバート・マシユース 教文館 1937
- 新約の話 ネアン 聖公会出版社 1938
- 汝ら祈る時 バーナード・クレメンツ 聖公会出版社 1939

## 参考
- 日本人名大辞典